# Hayley Matthews
Hayley Kristen Matthews (* 19. März 1998 in Barbados) ist eine barbadische Cricketspielerin, die seit 2014 für das West Indies Women’s Cricket Team spielt und seit 2022 ihre Kapitänin ist.

## Kindheit und Ausbildung
Mit 11 Jahren war Matthews bereit Kapitänin ihrer Jungen-Schulmannschaft, ein Jahr später Teil der Seniorenmannschaft von Barbados. In ihrer Jugend betrieb sie neben dem Cricket vornehmlich Leichtathletik und nahm an den CARIFTA-Spielen teil, ein Jugendevent für Staaten der Caribbean Free Trade Association. Im Jahr 2015 konnte sie im Speerwurf eine Medaille gewinnen.

## Aktive Karriere

### Anfänge in der Nationalmannschaft
Als 16-Jährige gab Matthews ihr Debüt in einem WTwenty20 bei der Tour gegen Neuseeland im September 2014. Daraufhin reiste sie mit dem Team nach Australien. Dort gelangen ihr im ersten WTwenty20 3 Wickets für 26 Runs. In der WODI-Serie gab sie ihr Debüt in der Spielform und konnte dann in allen drei Spielen der Serie jeweils ein Half-Century (55, 80 und 60 Runs) erzielen. Im Mai 2015 erreichte sie in Sri Lanka zwei Mal 3 Wickets (3/19 und 3/7) in der WODI-Serie und in der WTWenty20-Serie 4 Wickets für 10 Runs. Bei letzterem wurde sie als Spielerin des Spiels ausgezeichnet. In Südafrika im Februar 2016 gelang ihr ein Fifty über 56 Runs im ersten WODI. Beim ICC Women’s World Twenty20 2016 zog sie mit den West Indies ins Finale ein und konnte dort mit einem Half-Century über 66 Runs gegen Australien einen wichtigen Beitrag leisten für den ersten Gewinn einer Weltmeisterschaft der West Indies und wurde dafür als Spielerin des Spiels ausgezeichnet.
Beim Women’s Cricket World Cup 2017 war das team dann weniger erfolgreich. Zwar gelangen ihr gegen Australien 46 Runs und gegen Indien 43 Runs, jedoch reichte dies nicht für den Einzug ins Halbfinale. Im Oktober 2017 erreichte sie gegen Sri Lanka erreichte sie im ersten WODI 3 Wickets für 18 Runs und wurde als Spielerin des Spiels ausgezeichnet. Im dritten WTwenty20 folgten dann 4 Wickets für 18 Runs. Zum Ende der Saison 2017/18 konnte sie dann in Neuseeland zunächst ein Fifty über 53 Runs und dann 3 Wickets für 14 Runs in den Twenty20s erreichen. Im September 2018 kam dann Südafrika in die West Indies und Matthews erzielte ihr erstes WODI-Century mit 117 Runs aus 146 Bällen. Im fünften WTwenyt20 der Tour folgte dann noch ein Fifty über 70 Runs. Daraufhin wurde sie zur Vize-Kapitänin des Teams benannt. Beim heimischen ICC Women’s World Twenty20 2018 konnte sie dann gegen Sri Lanka ein Half-Century über 62 Runs am Schlag und 3 Wickets für 16 Runs mit dem Ball erreichen und wurde als Spielerin des Spiels ausgezeichnet. Damit sicherte sie den Halbfinaleinzug, wobei man dort an Australien scheiterte.

### Aufstieg zur Kapitänin
Der Sommer 2019 begann mit einem Century über 107* aus 62 Bällen im dritten WTwenty20 in Irland, und sie wurde als Spielerin der Serie ausgezeichnet. Bei der nachfolgenden Tour in England erreichte sie im ersten WODI 4 Wickets für 57 Runs. Im November 2019 bei der Tour gegen Indien erreichte sie 3 Wickets für 27 Runs in den WODIs und 3 Wickets für 13 Runs in den WTwenty20s. Beim ICC Women’s T20 World Cup 2020 hatte sie weniger Erfolg und erzielte insgesamt nur 26 Runs.
Im Juli 2021 erreichte sie im dritten WODI gegen Pakistan ein Century über 100* Runs aus 122 Bällen und wurde dafür als Spielerin des Spiels ausgezeichnet. Beim Gegenbesuch in Pakistan im November 2021 erzielte sie im ersten WODI ein Fifty über 57 Runs und 3 Wickets für 31 Runs um dann im zweiten WODI 4 Wickets für 26 Runs zu erreichen. Im Januar 2022 folgte dann ein Fifty über 51 Runs in Südafrika. Beim Women’s Cricket World Cup 2022 konnte sie dann gegen Gastgeber Neuseeland ein Century über 119 Runs aus 128 Bällen erreichen und wurde als Spielerin des Spiels ausgezeichnet. Diese Auszeichnung erhielte sie ebenso als ihr gegen Bangladesch 4 Wickets für 15 Runs gelangen. Mit dem Team erreichte sie abermals das Halbfinale und schied dort wieder gegen Australien aus. Im Juni 2022 folgte sie dann Stafanie Taylor als Kapitänin der West Indies nach.

### Kapitänin der West Indies
Bei den Commonwealth Games 2022 führte sie Barbados an und konnte dort beim Sieg gegen Pakistan ein Fifty über 51 Runs erreichen. Jedoch schied sie mit dem Team dennoch in der Vorrunde aus. Im September kam Neuseeland in die West Indies. Dort gelangen ihr in den WODIs 3 Wickets für 28 Runs. In den WTwenty20s folgte dann 4 Wickets für 12 Runs und ein Half-Century über 56 Runs. Damit stieg sie zur besten All-rounderin in den Ranglisten des Weltverbandes auf. Gegen England, die daraufhin in die West Indies reisten, konnte sie dann zwei Mal drei Wickets (3/50 und 3/56) in der WODI-Serie und ein weiteres Mal (3/15) in der WTwenty20-Serie erreichen. Im Februar führte sie dann das Team zum ICC Women’s T20 World Cup 2023. Dort erzielte sie ein Fifty über 66* Runs gegen Irland, konnte sich mit dem Team jedoch nicht für das Halbfinale qualifizieren.